# Rutelowate

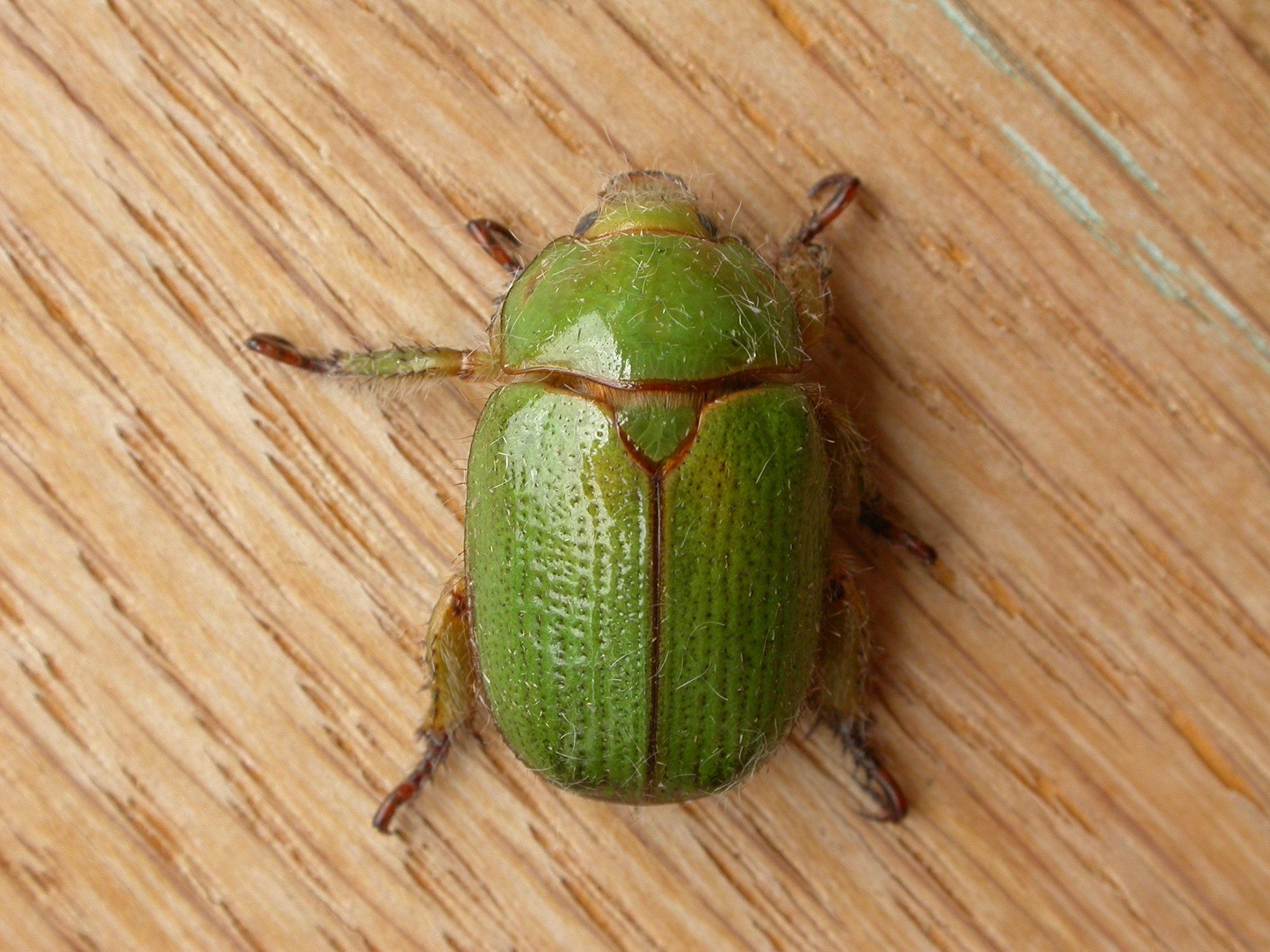
Anoplognathus prasinus

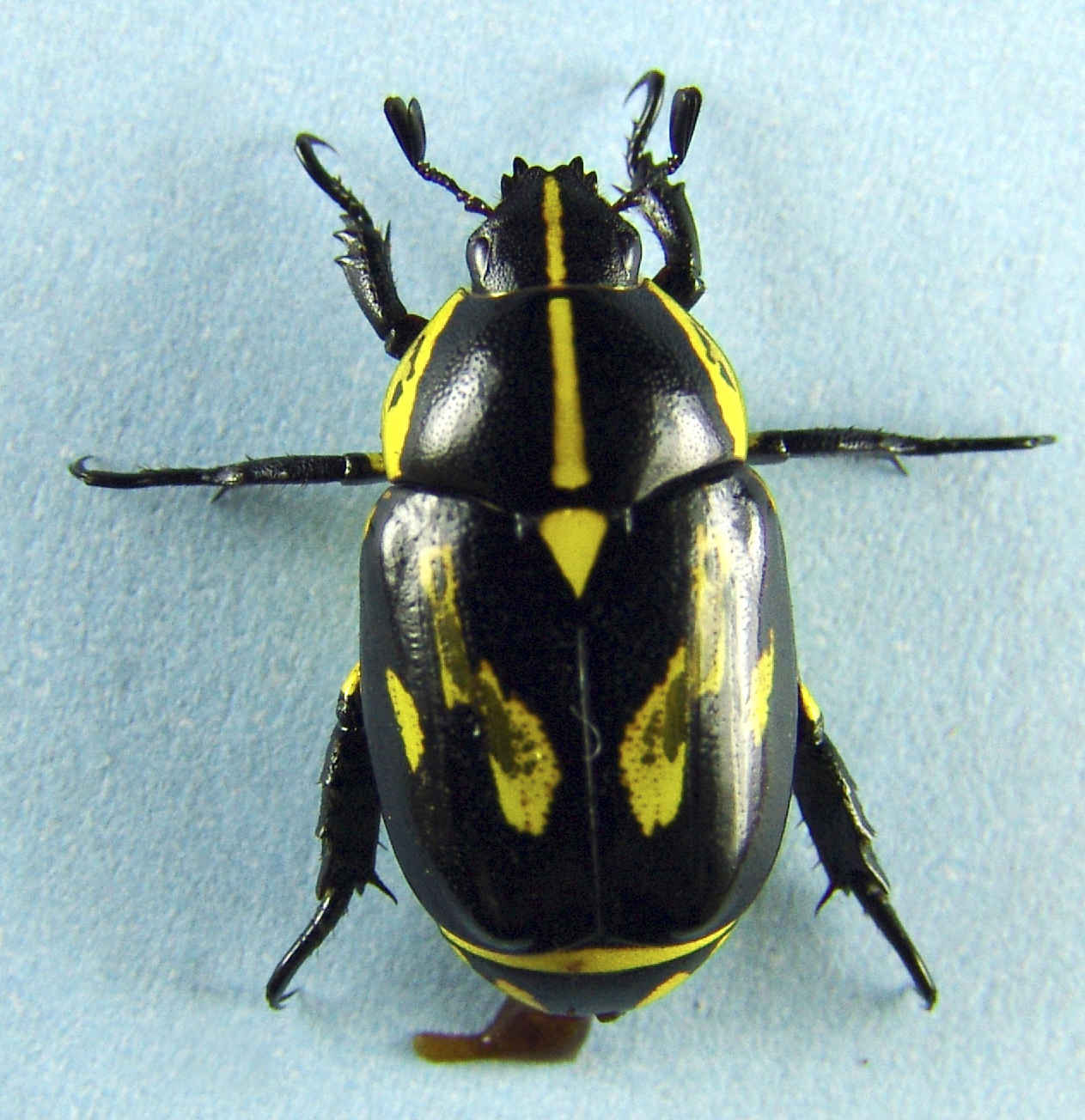
Rutela lineola

Rutelowate, zmianowcowate (Rutelinae) – podrodzina lub rodzina chrząszczy z podrzędu wielożernych. Należy tu ponad 4 000 gatunków. Ciepłolubne, rozprzestrzenione kosmopolitycznie. Polifagiczne. Larwy żerują na podziemnych częściach roślin, rozkładającej się materii roślinnej lub kompoście. Dorosłe odżywiają się liśćmi i kwiatami. Niektóre gatunki uznawane za szkodniki.

## Taksonomia i nazewnictwo
Nazwę Rutelidae wprowadził w 1819 roku W.S. Macleay. Od pracy Blancharda z 1851 takson ten traktowany był jako podrodzina Scarabaeidae. Pod koniec XX wieku głównie wśród entomologów francuskich i włoskich pojawiać się zaczął trend do wynoszenia poszczególnych podrodzin Scarabaeidae, w tym rutelowatych, do rangi rodzin. Takie podejście zwykle jest krytykowane przez entomologów środkowoeuropejskich i rzadko jest logicznie uargumentowane. Prace systematyzujące podział chrząszczy, zarówno Lawrence'a i Newtona z 1995 roku, jak i autorstwa 11 koleopterologów z 2011 roku, traktują rutelowate jako podrodzinę poświętnikowatych (Scarabaeidae). Według stanu 2016 rok taka systematyka przyjęta jest na stronach Biodiversity Map i BioLib.cz. Rutelowate w randze rodziny występują natomiast w Fauna Europaea oraz Scarabs: World Scarabaeidae Database P. Schoolmeestersa. Trzecią opcją jest stosowane przez niektórych badaczy traktowanie Rutelinae jako podrodziny Melolonthidae.
Podział rutelowatych na plemiona jest stabilny, ale niektóre z nich mogą być parafiletyczne. Wyróżnia się 7 plemion:
- Adoretini Burmeister, 1844
- Alvarengiini Frey, 1975
- Anatistini Lacordaire, 1856
- Anomalini Streubel, 1839
- Anoplognathini MacLeay, 1819
- Geniatini Burmeister, 1844
- Rutelini MacLeay, 1819

Niekiedy do podrodziny tej włącza się również Hopliini, które w systematyce Boucharda i innych są zaliczane do Melolonthinae. W przypadku wyniesienia rutelowatych do rangi rodziny Hopliinae bywają doń włączane jako podrodzina.
Według stanu na 1972 rok do rutelowatych zalicza się ponad 4100 gatunków, należących do około 200 rodzajów.
Polską nazwę zwyczajową rutelowate zaproponował w 1996 roku Marek Bunalski. Wykorzystana została m.in. w Entomologii Stosowanej. Ponadto dla grupy tej spotykana jest polska nazwa zmianowcowate.

## Opis
Chrząszcze małe do średnich, o ciele podłużno-owalnym, różnorodnie ubarwionym. Dziewięcio- lub dziesięcioczłonowe czułki zwieńczone są trójczłonową buławką. Warga górna, z wyjątkiem Anomalacra, wystaje nieco za wierzchołek nadustka. Odnóża przednie o poprzecznych biodrach i dwuzębnych goleniach. Odnóża środkowej pary mają po dwie przylegające ostrogi na goleniach. Na wszystkich parach nóg pazurki niezależnie ruchome, nierównej długości (na każdej z nóg jeden zredukowany, niekiedy całkiem zanikły), często lekko podzielone na wierzchołkach. Tarczka oraz pygidium za wierzchołkami pokryw widoczne.

## Ekologia i występowanie
Owady ciepłolubne, polifagiczne. Larwy żerują na rozkładającej się materii roślinnej, kompoście lub organach podziemnych roślin. Dorosłe są fitofagami, odżywiającymi się liśćmi i kwiatami roślin. Imagines mogą uczestniczyć w zapylaniu.
Takson kosmopolityczny. W Polsce występują 4 gatunki: nałanek krzyżowiec (A. agricola), nałanek kłosiec (C. segetum), listnik zmiennobarwny (A. dubia) i ogrodnica niszczylistka (P. horticola).

## Znaczenie gospodarcze
Niektóre gatunki wymienia się jako szkodniki upraw polowych, sadów, winnic i drzew liściastych. Należą tu m.in. Popillia japonica i gatunki z rodzaju listnik (Anomala).